# Layton
Layton är en stad i Davis County, Utah i USA. Staden är namngiven efter Christopher Layton, en mormonsk kolonisatör. Staden hade 67 311 invånare enligt 2010 års folkräkning.
Layton grundades på 1850-talet som en förgrening till Kaysville. Staden räknades som en del av Kaysville fram till ett domslut 1894 och skildes slutligen från Kaysville 1902. Layton inkorporerades som stad 1920. Stadens befolkning växte långsamt fram till cirka 1940 då befolkningen var runt 600 personer. När Hill Air Force Base grundades norr om staden 1940 flyttade många till staden och 1950 var befolkningen uppe i 3 456. Två mindre samhällen, Laytona och East Layton, kom så småningom att bli en del av Layton som 1985 gick om Bountiful som den folkrikaste staden i Davis County.